# Osmia haemorrhoa
Osmia haemorrhoa là một loài Hymenoptera trong họ Megachilidae. Loài này được Morawitz mô tả khoa học năm 1886.